# Педро Віте
Pedro Jeampierre Vite Uca (ісп. Pedro Jeampierre Vite Uca; нар. 9 березня 2002, Бабаойо, Еквадор) — еквадорський футболіст, атакувальний півзахисник канадського клубу «Ванкувер Вайткепс».

## Клубна кар'єра
Розпочав грати у футбол у школах спортивної федерації Лос-Ріос. Пройшов декілька переглядів, після чого приєднався до «Індепендьєнте дель Вальє», де виступав у командах вікових категорій до 12, до 14, до 16, до 18 і до 20 років. Був частиною команди, яка стала переможцем молодіжного Кубку Лібертадорес 2020 після перемоги у фіналі над аргентинським «Рівер Плейт».
У 2020 році відданий в оренду з метою набуття досвіду «Індепендьєнте Хуніорс» для участі в Еквадорській серії B 2020 року. Своїм першим голом відзначився 28 жовтня в нічийному (2:2) домашньому матчі проти «Чакарітас». Наприкінці сезону відзначився 4-ма голами в чотирьох зіграних матчах.
У сезоні 2021 року повернувся в «Індепендьєнте дель Вальє» після виступів в еквадорській Серії B. Дебютував у вищому дивізіоні еквадорського футболу 21 лютого в програному (0:2) виїзному поєдинку проти «Оренсе». Своїм першим голом за клуб відзначився 27 лютого ще в одному програному (1:3) поєдинку, проти «Макари». 13 березня відзначився своїм другим голом, у переможному (3:4) виїзному поєдинку проти «Аукаса».
На міжнародному рівні він дебютував 9 березня в програному (0:1) матчі другого етапу Кубку Лібертадорес 2021 проти чилійського «Уніон Еспаньйола». Першим голом на міжнародному рівні відзначився 16 березня у переможному (6:2) матчі-відповіді проти вище вказаного суперника.
5 серпня 2021 року представлений новачком канадської команди «Ванкувер Вайткепс» з Major League Soccer. Свій перший матч за «Ванкувер» зіграв 26 лютого 2022 року в програному (0:4) поєдинку 1-го туру Major League Soccer 2022 проти «Коламбус Крю», в якому замінив Дейбера Кайседо. Першим голом за «Ванкувер» відзначився 15 вересня 2022 року в переможному (3:0) поєдинку MLS проти «Лос-Анджелес Гелаксі».

## Кар'єра в збірній
Представляв юнацьку збірну Еквадору (U-17). У 2019 році Віте у складі юнацької збірної Еквадору взяв участь у юнацькому чемпіонаті Південної Америки у Перу. На турнірі він зіграв у матчі проти команд Венесуели, Болівії, Чилі, Парагваю, Уругваю, Аргентини та двічі Перу. У поєдинках проти уругвайців та венесуельців Педро відзначився по одному голу.
Учасник юнацького чемпіонату світу (U-17) 2019 року. На турнірі зіграв у матчах проти збірних Австралії, Нігерії, Угорщини та Італії. У поєдинку проти угорців Педро відзначився голом.
У 2020 році провів 1 поєдинок за молодіжну збірну Еквадору.
У червні 2023 року Фелікс Санчес Бас вперше викликав Педро Віте до збірної Еквадору. Дебютував за національну збірну 20 червня 2023 року в переможному (3:1) товариському матчі проти Коста-Рики. Педро вийшов на поле замість Хосе Сіфуентеса й відзначився першим голом за збірну Еквадору.

## Статистика виступів

### Клубна
| Сезон                          | Команда                        | Чемпіонат                      | Чемпіонат | Чемпіонат | Нац. кубок | Нац. кубок | Нац. кубок | Конт. кубок | Конт. кубок | Конт. кубок | Інші кубки | Інші кубки | Інші кубки | Загалом | Загалом | Загалом |
| Сезон                          | Команда                        | Змаг.                          | Матчі     | Голи      | Змаг.      | Матчі      | Голи       | Змаг.       | Матчі       | Голи        | Змаг.      | Матчі      | Голи       | Матчі   | Голи    |         |
| ------------------------------ | ------------------------------ | ------------------------------ | --------- | --------- | ---------- | ---------- | ---------- | ----------- | ----------- | ----------- | ---------- | ---------- | ---------- | ------- | ------- | ------- |
| 2021                           | «Індепендьєнте дель Вальє»     | A                              | 14        | 2         |            | -          | -          | КЛ          | 10          | 1           | СЕ         | 1          | 0          | 25      | 3       |         |
| 2022                           | «Ванкувер Вайткепс»            | MLS                            | 24        | 2         | КЧ         | 1          | 0          |             | -           | -           |            | -          | -          | 25      | 2       |         |
| 2023                           | «Ванкувер Вайткепс»            | MLS                            | 34+2      | 4+0       | КЧ         | 3          | 0          | ЛЧК         | 4           | 1           | КЛ         | 2          | 1          | 45      | 6       |         |
| 2024                           | «Ванкувер Вайткепс»            | MLS                            | 28+3      | 1+0       | КЧ         | 5          | 0          | КЧК         | 2           | 0           | КЛ         | 3          | 1          | 41      | 2       |         |
| Загалом за «Ванкувер Вайткепс» | Загалом за «Ванкувер Вайткепс» | Загалом за «Ванкувер Вайткепс» | 86+5      | 7+0       |            | 9          | 0          |             | 6           | 1           |            | 5          | 2          | 111     | 10      |         |
| Усього за кар'єру              | Усього за кар'єру              | Усього за кар'єру              | 105       | 9         |            | 9          | 0          |             | 16          | 2           |            | 6          | 2          | 136     | 13      |         |

### У збірній

#### По роках
Станом на 19 листопада 2024
| Національна збірна | Рік     | Матчі | Голи |
| ------------------ | ------- | ----- | ---- |
| Еквадор            | 2023    | 1     | 1    |
| Еквадор            | 2024    | 3     | 0    |
| Загалом            | Загалом | 4     | 1    |

#### По матчах
| Дата       | Місто       | Господарі | Результат | Гості      | Турнір            | Голи | Примітки |
| ---------- | ----------- | --------- | --------- | ---------- | ----------------- | ---- | -------- |
| 20-6-2023  | Честер      | Еквадор   | 3 – 1     | Коста-Рика | товариський матч  | 1    | 67'      |
| 10-9-2024  | Кіто        | Еквадор   | 1 – 0     | Перу       | Відбір до ЧС 2026 | -    | 58'      |
| 14-11-2024 | Гуаякіль    | Еквадор   | 4 – 0     | Болівія    | Відбір до ЧС 2026 | -    |          |
| 19-11-2024 | Барранкілья | Колумбія  | 0 – 1     | Еквадор    | Відбір до ЧС 2026 | -    | 46'      |
| 21-3-2025  | Кіто        | Еквадор   | 2 – 1     | Венесуела  | Відбір до ЧС 2026 | -    | 90+3'    |
| 25-3-2025  | Сантьяго    | Чилі      | 0 – 0     | Еквадор    | Відбір до ЧС 2026 | -    |          |
| Усього     |             | Матчів    | 6         |            | Голів             | 1    |          |

## Досягнення
«Ванкувер Вайткепс»
- Чемпіонат Канади
  -  Чемпіон (3): 2022[26], 2023[27], 2024[28]